# بوبو تشان
بوبو تشان (بالصينية: 陳文媛) هي عارضة ومغنية وممثلة صينية، ولدت في 18 سبتمبر 1979 بهونغ كونغ في الصين.

## وصلات خارجية
- بوبو تشان على موقع IMDb (الإنجليزية)
- بوبو تشان على موقع قاعدة بيانات الفيلم (الإنجليزية)